# Arkadiusz Smoleński
Arkadiusz Smoleński (ur. 4 stycznia 1984 w Warszawie) – polski aktor teatralny i filmowy.

## Życiorys
Pochodzi z miejscowości Kijewice koło Przasnysza. Ukończył Liceum Ogólnokształcące im. Komisji Edukacji Narodowej w Przasnyszu. Należał do Klubu Literackiego przy Miejskim Domu Kultury. W 2000 otrzymał I nagrodę w Jesiennych Konfrontacjach Artystycznych Dzieci i Młodzieży – Turnieju Jednego Wiersza, który zorganizowało Stołeczne Centrum Edukacji im. Komisji Edukacji Narodowej. W 2003 zwyciężył w telewizyjnym programie TV Polsat – Debiut, pokonując 8 tysięcy konkurentów. W nagrodę otrzymał rolę w serialu Samo życie.
Od tego czasu wystąpił w kilkudziesięciu filmach i serialach telewizyjnych, m.in. Na Wspólnej, Ojciec Mateusz, Barwy szczęścia, Komisarz Alex, M jak miłość. W 2008 ukończył studia ma Wydziale Aktorskim Akademii Teatralnej w Warszawie. Występuje również w Teatrze Telewizji. Jest członkiem warszawsko-toruńskiego kabaretu „Polefka”.
W 2018 roku zaczął grać Bartka Lisieckiego w serialu TVP2 pt. M jak miłość, rok później – młodszego aspiranta Sebastiana Skorego w serialu Polsatu pt. W rytmie serca (2019–2020), zaś w roku 2021 – starszego aspiranta Jana Rybczyńskiego w serialu Polsatu pt. Komisarz Mama.

## Filmografia
- 2003: Samo życie – Kamil Cieplak, wnuk pani Steni
- 2004: Prawda i fałsz (etiuda szkolna) – Fałsz
- 2006: Kimkolwiek (etiuda szkolna) – chłopak
- 2008: Tajmy współpracownik (spektakl telewizyjny) – Arkadek
- 2008: Ego – Adam
- 2009: Akademia – Pablo (odc. 2)
- 2010: Święty interes – Waldek Szostak
- 2010: Ratownicy – policjant (odc. 11)
- 2010: Na dobre i na złe – Jan Radomski (odc. 419)
- 2011: Ludzie Chudego – niewidomy (odc. 18-19)
- 2011: Czas honoru – żołnierz niemiecki (odc. 46)
- 2012: Kanadyjskie sukienki – Stanisław Michalski
- 2012: Na Wspólnej – Witold Dracz
- 2012: Przepis na życie – barman (odc. 28)
- 2012: Pierwsza miłość – Figo dawny kolega Adriana
- 2012: Ostatnie piętro – facet
- 2013: Wszystko przed nami – menadżer firmy farmaceutycznej (odc. 45, 53, 56, 66)
- 2014: Sama słodycz – policjant Marek (odc. 4-5)
- 2014: Przyjaciółki – Wiktor Jasieński (odc. 28-29)
- 2014: Lekarze (serial telewizyjny) – adwokat Piotr (odc. 43)
- 2014: Kemping – Filip, brat Alicji
- 2014: Baron24 – ekolog Maciek (odc. 6, 22, 26)
- 2015: Spokojnie, to tylko ekonomia – prezenter tv (odc. 7 seria 3)
- 2015: O mnie się nie martw – lekarz sportowy (odc. 34)
- 2016: Strażacy – Damian (odc. 13)
- 2016: Historia w ożywionych obrazach – Antonio Possevino
- 2017: Za zdrowie słońca – ratownik medyczny
- 2017: Komisarz Alex – reporter (odc. 120)
- 2017: Botoks (film) – lekarz dokonujący aborcji
- 2017: Barwy szczęścia – dziennikarz Michał Poleski (odc. 1741-1742)
- 2018: Ślepnąc od świateł – Ksawery (odc. 4)
- 2018: Ojciec Mateusz – Andrzej Cichy (odc. 239, 264)
- od 2018: M jak miłość – Bartłomiej Lisiecki
- 2018: Chyłka. Zaginięcie – biznesmen (odc. 2, 4)
- 2019: Korona królów – giermek Jakuba z Biskupic
- 2019: Zawsze warto – Filip, pracownik banku (odc. 1-2, 4-7, 9)
- 2019–2020: W rytmie serca – młodszy aspirant Sebastian Skory
- 2019: Na dobre i na złe – Darek, przyjaciel Radwana (odc. 742)
- 2019: Na Wspólnej – policjant (odc. 2896, 2901, 2904, 2909)
- 2019: 39 i pół tygodnia – ratownik na SORze (odc. 1)
- 2021–2022: Komisarz Mama – starszy aspirant Jan Rybczyński[3]
- 2022: Stulecie Winnych – żołnierz Grzechu, dowódca Antka (odc. 46)
- 2022: Orlęta. Grodno ’39 – szeregowy Piątek
- 2022: Ojciec Mateusz – Sławomir Jasiak (odc. 355)
- 2022: Koniec świata, czyli kogel-mogel 4 – policjant Adaś Majerski
- 2022: Herkules – „Harry” (odc. 1)
- 2023: Komisarz Alex – Jakub Gradowski (odc. 242)
- 2023: Skazana – policjant od Mario
- 2023: Dziennik z wycieczki do Budapesztu – Tolo
- 2023: Uwierz w Mikołaja – ochroniarz
- 2024: Czerwone maki – żołnierz Paszkiewicz
- 2024: Korona królów. Jagiellonowie – złodziej Sławoj
- od 2024: Napad – Walczak